# Carex aphyllopus
Carex aphyllopus är en halvgräsart som beskrevs av Georg Kükenthal. Carex aphyllopus ingår i släktet starrar, och familjen halvgräs. Inga underarter finns listade i Catalogue of Life.